# Eleutheronema tetradactylum

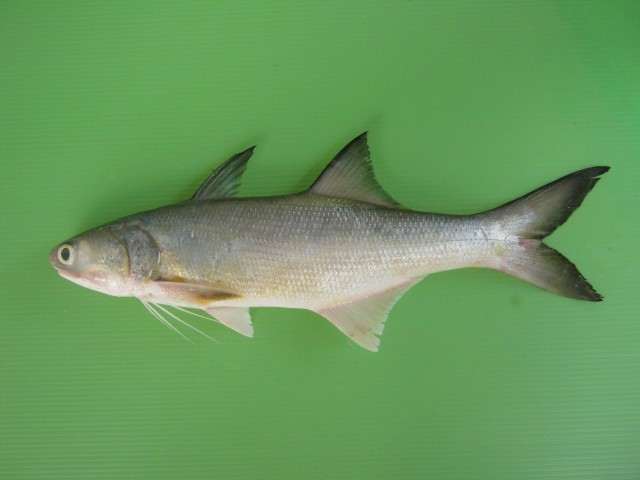

Eleutheronema tetradactylum ist ein Meeresfisch aus der Familie der Fadenflosser. Neben Polydactylus quadrifilis ist er der größte von ihnen. In der kommerziellen Fischerei ist er sehr bedeutend. Außerdem ist er ein proterandrischer Zwitter, er wandelt sich in einem Alter von etwa ein bis zwei Jahren vom Männchen zum Weibchen.

## Beschreibung
Eleutheronema tetradactylum erreicht eine Maximallänge von etwa 2 Metern. Der Kopf nimmt für gewöhnlich 29 % der Standardlänge ein, die Schwanzflosse 32 %. Die erste Rückenflosse besteht aus 8 Hartstrahlen. Die zweite, deutlich von der ersten getrennte, Rückenflosse hat einen Hartstrahl und 13 bis 15 Weichstrahlen. Die Afterflosse, bestehend aus 3 Hart- und 14 bis 16 Weichstrahlen, steht symmetrisch zur zweiten Rückenflosse. Beide sind konkav. Die große Schwanzflosse ist tief gespalten. Die untersten vier Strahlen der Brustflossen sind fadenartig verlängert. An diesen „Fäden“ befinden sich Sinneszellen, mit denen der Fisch den Meeresgrund abtastet. Im Vergleich zu vielen anderen großen Fadenflossern erscheint der Körper von Eleutheronema tetradactylum schlanker und weniger buckelig. Das Maul ist stark unterständig und reicht weit bis hinter die Augen, sodass ein merkwürdiger „Überbiss“ entsteht.

## Verbreitung, Lebensraum und Biologie
Eleutheronema tetradactylum bewohnt den nördlichen Indischen Ozean und Teile des Westpazifiks. Das Verbreitungsgebiet erstreckt sich vom Horn von Afrika über die Süd- und Südostasiatische Küste, den Malaiischen Archipel und die Philippinen bis zur Nordküste Australiens. Das Tier bevorzugt seichte, küstennahe Gewässer mit weichem, schlammigem Grund. Dort ernährt sich der benthopelagische Fisch von Krebstieren und anderen Wirbellosen sowie von kleinen Fischen, zum Beispiel Sardinen. Larven ernähren sich hauptsächlich von kleinen Krebstieren, beispielsweise von Ruderfußkrebsen, und Krebslarven. Der Fisch lebt in kleinen, losen Gruppen. Während des Winters steigen ausgewachsene Exemplare in Flüssen hinauf. Juvenile Exemplare bewohnen Flussmündungen.
Es handelt sich außerdem um einen proterandrischen Hermaphroditen. Bei einem Alter von ein bis zwei Jahren und einer Länge von 25 bis 65 Zentimetern findet die Geschlechtsumwandlung vom Männchen zum Weibchen statt. Dementsprechend sind alle Jungfische Männchen.

## Nutzung
Dieser Fisch spielt in der kommerziellen Fischerei vieler süd- und südostasiatischer Länder sowie in Nordaustralien eine wichtige Rolle. Gefangen wird er vor allem mit Netzen. Auch in Aquakultur wird er gehalten. Für Sportfischer hat diese Art ebenfalls eine gewisse Bedeutung.